# Tarrant Crawford
Tarrant Crawford är en civil parish i Storbritannien.   Den ligger i kommunen Dorset och riksdelen England, i den södra delen av landet, 160 km sydväst om huvudstaden London.